# Jatipura
Jatipura is een bestuurslaag in het regentschap Cirebon van de provincie West-Java, Indonesië. Jatipura telt 2214 inwoners (volkstelling 2010).